# Чжанчжоу
Чжанчжо́у (кит. упр. 漳州, пиньинь Zhāngzhōu) — городской округ в провинции Фуцзянь КНР.

## История
Во времена империи Тан генерал Чэнь Юаньгуан, усмирив беспорядки в этих местах, подал доклад о целесообразности выделения этих мест в единую административную единицу. Доклад был одобрен, и в 686 году была учреждена Чжанчжоуская область (漳州). В 742 году она была переименована в Чжанпуский округ (漳浦郡), но уже в 758 году ей было возвращено прежнее название. В эпоху Пяти династий и десяти государств в 946 году, когда эти места находились в составе государства Южная Тан, Чжанчжоуская область была переименована в Наньчжоускую область (南州), но после объединения китайских земель в составе империи Сун ей в 966 году было возвращено прежнее название.
После монгольского завоевания и основания империи Юань Чжанчжоуская область была в 1279 году переименована в Чжанчжоуский регион (漳州路). После свержения власти монголов и основания империи Мин «регионы» были переименованы в «управы» — так в 1368 году появилась Чжанчжоуская управа (漳州府). Во времена империи Цин уезд Лунъянь был в 1734 году выведен из подчинения властям Чжанчжоуской управы и преобразован в область, став Лунъяньской непосредственно управляемой областью (龙岩直隶州), властям которой стали также подчиняться уезды Чжанпин и Нинъян (宁洋县). После Синьхайской революции в Китае была проведена реформа структуры административного деления, в ходе которой управы были упразднены, поэтому в 1912 году Чжанчжоуская управа была расформирована.
Во время гражданской войны эти места были заняты войсками коммунистов лишь на её завершающем этапе, в конце 1949 — начале 1950 годов; находящийся далеко от берега остров Дундин так и остался под контролем гоминьдановцев, и был включён тайваньскими властями в состав уезда Цзиньмэнь. В марте 1950 года был создан Специальный район Чжанчжоу (漳州专区), состоящий из 10 уездов. В июне 1951 года урбанизированная часть уезда Лунси была выделена в отдельный городской уезд Чжанчжоу. В марте 1955 года Специальный район Чжанчжоу был переименован в Специальный район Лунси (龙溪专区). В августе 1960 года уезды Лунси (龙溪县) и Хайчэн (海澄县) были объединены в уезд Лунхай (龙海县). В сентябре 1970 года Специальный район Лунси был переименован в Округ Лунси (龙溪地区).
Постановлением Госсовета КНР от мая 1985 года были расформированы округ Лунси и городской уезд Чжанчжоу, и образован городской округ Чжанчжоу; территория бывшего городского уезда Чжанчжоу стала районом Сянчэн в его составе.
В 1993 году уезд Лунхай был преобразован в городской уезд.
Постановлением Госсовета КНР от 31 мая 1996 года из смежных территорий района Сянчэн и городского уезда Лунхай был образован район Лунвэнь.

## Административно-территориальное деление
Городской округ Чжанчжоу делится на 2 района, 1 городской уезд, 8 уездов:
| Карта | Карта    | Карта     | Карта         | Карта            | Карта         |
| --- | -------- | --------- | ------------- | ---------------- | ------------- |
| Сянчэн Лунвэнь Юньсяо Чжанпу Чжаоань Чантай Дуншань Наньцзин Пинхэ Хуаань Лунхай Примечание：остров Дундин волости Лунцзяо городского уезда Лунхай не контролируется властями КНР |          |           |               |                  |               |
| Статус | Название | Иероглифы | Пиньинь       | Население (2010) | Площадь (км²) |
| Район | Сянчэн   | 芗城区    | Xiāngchéng qū |                  |               |
| Район | Лунвэнь  | 龙文区    | Lóngwén qū    |                  |               |
| Городской уезд | Лунхай   | 龙海市    | Lónghǎi shì   |                  |               |
| Уезд | Юньсяо   | 云霄县    | Yúnxiāo xiàn  |                  |               |
| Уезд | Чжанпу   | 漳浦县    | Zhāngpǔ xiàn  |                  |               |
| Уезд | Чжаоань  | 诏安县    | Zhào'ān xiàn  |                  |               |
| Уезд | Чантай   | 长泰县    | Chángtài xiàn |                  |               |
| Уезд | Дуншань  | 东山县    | Dōngshān xiàn |                  |               |
| Уезд | Наньцзин | 南靖县    | Nánjìng xiàn  |                  |               |
| Уезд | Пинхэ    | 平和县    | Pínghé xiàn   |                  |               |
| Уезд | Хуаань   | 华安县    | Huá'ān xiàn   |                  |               |

## Экономика
В округе расположены АЭС Чжанчжоу корпорации CNNC, автосборочный завод Sinotruk Fujian Haixi Truck, крупный терминал по приёму СПГ (совместное предприятие компаний China National Offshore Oil Corporation и Fujian Investment and Development Group), завод электроники Lilliput Optoelectronics.

## Транспорт
Чжанчжоу является конечной станцией скоростной железной дороги Фучжоу — Сямынь — Чжанчжоу.

## Культура
Чжанчжоуский театр перчаточных кукол основан в эпоху династии Цзинь.

## Достопримечательности
Одной из достопримечательностей Чжанчжоу является памятник трёхкратной победе женской сборной Китая по волейболу на соревнованиях мирового уровня в 1981—1984 гг., установленный в 1986 году (кит. 漳州三连冠纪念碑).

## Города-побратимы
- Гёдёллё, Венгрия
- Исахая, Япония